# Bengt Ljungquist
Bengt Helge Ljungquist (* 20. September 1912 in Umeå; † 15. Juli 1979 in Förslöv) war ein schwedischer Fechter und Dressurreiter.

## Erfolge
Bengt Ljungquist wurde 1938 in Piešťany, 1947 in Lissabon und 1954 in Luxemburg mit der Mannschaft Vizeweltmeister. 1937 in Paris und 1951 in Stockholm gewann er mit ihr außerdem die Bronzemedaille. Im Einzel gewann er 1947 Silber. Viermal nahm er im Fechten an Olympischen Spielen teil: 1936 in Berlin schied er mit dem Florett und dem Säbel in der Vorrunde aus, ebenso mit der Säbel-Mannschaft. 1948 erreichte er im Mannschaftswettbewerb mit der schwedischen Degen-Equipe die Finalrunde, die er mit Carl Forssell, Per Carleson, Frank Cervell, Sven Thofelt und Arne Tollbom hinter Frankreich und Italien auf dem Bronzerang beendete. Im Einzel kam er nicht über die Halbfinalrunde hinaus. Bei den Olympischen Spielen 1952 in Helsinki zog er mit der Mannschaft erneut in die Finalrunde ein, die auf dem zweiten Platz hinter Italien abgeschlossen wurde. Gemeinsam mit Carl Forssell, Berndt-Otto Rehbinder, Per Carleson, Lennart Magnusson und Sven Fahlman erhielt Ljungquist somit die Silbermedaille. 1956 schied er in Melbourne mit der Mannschaft in der Vorrunde aus. Dreimal wurde Ljungquist schwedischer Meister mit dem Degen und einmal mit dem Säbel.
Ljungquist war außerdem Dressurreiter und gewann zweimal in der Einzeldressur die schwedische Meisterschaft. 1964 nahm er an den Olympischen Spielen in Tokio teil. In der Einzeldressur belegte er den 22. Rang, in der Mannschaftswertung platzierte er sich mit der schwedischen Mannschaft auf Rang fünf. 1970 emigrierte Ljungquist mit seiner Frau nach Potomac in die Vereinigten Staaten, wo er als Dressurtrainer zu arbeiten begann. Er trainierte dabei die US-amerikanische Auswahl bei Weltmeisterschaften, Panamerikanischen Spiele und den Olympischen Spielen 1976 in Montreal, bei denen die Mannschaft Bronze gewann. Während eines Heimaturlaubs in Schweden starb Ljungquist nach einem Herzinfarkt.
Bengt Ljungquist war Oberst der schwedischen Armee.